# 久礼波
久礼波（くれは）は、高句麗の道案内人。

## 人物
『日本書紀』によると、応神天皇37年、天皇は阿知使主・都加使主親子を呉（中国南朝を指す）に派遣して、縫工女を求めた。阿知使主・都加使主親子はまず高句麗に至り、高句麗王は久礼波と久礼志の道案内を随伴させ、呉に到り、兄媛、弟媛、呉織、穴織の4人を手に入れ、倭国に帰国したという。

## 考証
東晋義熙9年（413年）、倭国使が晋朝に到り方物を献上した。
以上から、この年に高句麗使も晋朝に朝貢していること、倭王讃による朝貢であることが分かる。倭国と高句麗の同年入貢の背景として、410年2月に、劉裕率いる東晋軍が、山東半島に拠る南燕を滅し、山東半島経由の東晋への遣使が開かれたことが指摘される。また、この年の倭国の遣使について、倭国単独ではなく高句麗との共同入貢とする見解がある。
共同入貢は、以下の『日本書紀』と関連づけて解釈される。
日本から呉（中国南朝を指す）に派遣された阿知使主・都加使主親子は、まず高句麗に到り、その道案内で呉に到るとあり、応神天皇37年は、『日本書紀』の紀年では306年になるが、干支二運を繰り下げる解釈に従えば426年に相当し、得られる年代が近いことから、義熙9年の遣使と関連づけて解釈され、倭国・高句麗共同入貢が唱えられる。橋本増吉は「…倭王（讃）が始めて晋に入貢せるは、安帝の義熙九年かと思はれるが、『是歳，高句麗，倭国及西南夷銅頭大師，並献方物、』とあるやうに、倭国の使節は高句麗国の使節と共に晋に入貢したとあるに対し、これに応ずる物語として、」応神紀廿年秋九月の条と同紀三十七春二月条を参照している。一方、金鉉球は、「応神37年は干支が丙寅で、干支を2巡修正すれば426年になる。阿知使主らがはじめから高句麗の助けを受けて呉に行こうとしたという点は高句麗と倭の間に友好的関係が形成されていなければ難しいであろう。ところで、この時期に高句麗が倭に遣使ないし交渉の意志をもっていたと言っても、両国が友好的な関係を結んでいたとみるのは難しい。つまり応神紀28年9月条に高句麗の国書を破って不和関係にあったことを記述した状態から、いきなり高句麗の助けで呉に行くという設定自体を事実とみるのは難しく、高麗王が久礼波と久礼志二人を道案内として考えたということも信じがたいことである。したがって、この内容は倭漢直の先祖である阿知使主・都加使主に関する始祖伝承であると理解できる」と述べている。しかし、川本芳昭は、『日本書紀』応神天皇37条記事について、「この高句麗を介しての遣使は、『日本書紀』が人名などまで捏造してこの記事をつくったと考えないかぎり、倭王武より前の事柄であると考えられる。…この記事が義熙九年のことを伝えたものである蓋然性がきわめて強くなる」と述べている。